# 布瓦吉博城堡
布瓦吉博城堡（Château de Boisgibault）位于法国中央-卢瓦尔河谷大区卢瓦雷省奥尔良区市镇阿尔东，奥尔良以南10公里处的D168公路上。

## 历史
最初的庄园并未设防，建于1680年。其继任者继续扩大面积以开发城堡。1712年，勃兰德龙和梅利埃的领主约瑟夫·查彭蒂埃买下了布瓦吉博。1756年，该家族获得了在布瓦吉博修建小堂的权利。他的儿子雅克·查彭蒂埃·德·布瓦吉博（1721-1794）与纪尧姆-克雷蒂安·德·拉穆瓦尼翁·德·马勒泽布一起担任高级法官，并担任国王路易十五的顾问，后来死于法国大革命中。城堡的两翼很可能是在18世纪加上去的。法国大革命期间，城堡及其后院被出售。1829年，盖斯维尔侯爵收购了城堡，他将布瓦吉博打造成了索洛涅最好的狩猎区之一，将公园的围墙延长了一公里多，树林里的林荫道很宽。他建造了一个方形的亭子，叫做电报亭。
城堡面向东西，包括拉长的主楼和两侧的翼楼。这套房子的特点是为狩猎而建的索洛涅住宅，不太考虑户外环境。

## 保护
2001年12月31日，布瓦吉博城堡列为法国历史遗迹。  不要与80英里外的涅夫勒省卢瓦尔河畔特拉西的布瓦吉博村混淆。